# Zoque

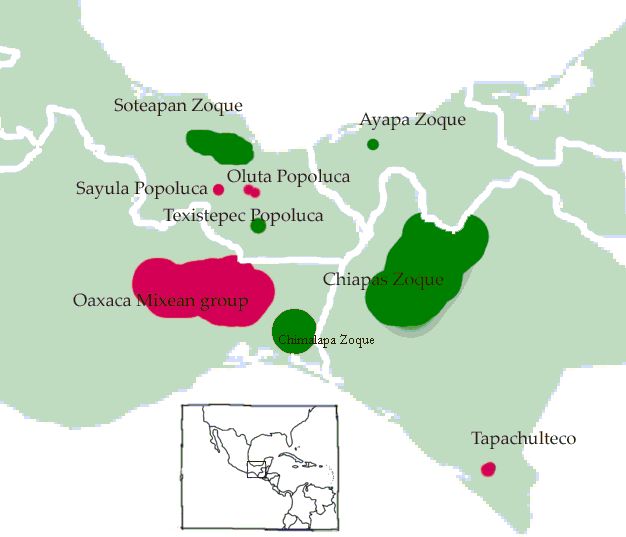
En verd, les llengües zoque de la família mixezoque

El zoque o llengües zoques (o sokes) constitueixen un grup de llengües de la família lingüística mixezoque. És parlat per al voltant de 70 mil persones de l'ètnia dels zoques, concentrades en l'istme de Tehuantepec, que comparteixen els estats mexicans d'Oaxaca i Chiapas.
Els parlants de Zoque d'Oaxaca i Zoque de Chiapas anomenen llurs llengües o'de püt i juntes sumen uns 60 mil parlants. L'anomenat "Zoque del Golf", usualment anomenat popoluca de Texistepec, se sol classificar com un idioma independent dels anteriors encara que està estretament emparentat amb les anteriors llengües. El Zoque del Golf inclou les varietats de Soteapan, Texisistepec i Ayapa, parlades a l'estat de Veracruz.
A Tabasco, el zoque es parla principalment en comunitats dels municipis de Jalpa de Méndez i Tacotalpa, aquest últim situat en la serra sud de l'estat, a la qual, durant l'època de la colònia, se l'anomenava "Sierra dels Zoques", i fins a on va arribar Francisco de Montejo y León "el Mozo" per conquistar als indígenes de la zona.
El vocabulari i la pronunciació del zoque canvia lleugerament segons la zona i poblat on es parli.

## Classificació
Llista de les llengües zoques, amb nombre de parlants (i data d'estimació):
1. Zoque de Chiapas
  1. Copainalá 10.000 (1990)[2]
  2. Francisco León 20.000 (1990)[3]
  3. Rayón 2.150 (1990)[4]
2. Zoque d'Oaxaca
  1. Chimalapa 4.500 (1990)[5]
3. Zoque de Veracruz
  1. Popoluca de la Sierra 30.000 (1991)[6]
  2. Popoluca de Texistepec 450 (1990)[7]
  3. Tabasco 40 (1971)[8]

## Mèdia
Hi ha una emissora de ràdio, XECOPA-AM (La veu del vent) que emet programes en zoque a Copainalá de Chiapas, sota el patrocini de la Comisión Nacional para el Desarrollo de los Pueblos Indígenas (CDI).

## Descripció lingüística

### Fonologia
Un fet interessant de les llengües zoques és que no admeten codes sil·làbiques amb diferent punt d'articulació, o més precisament si una síl·laba acaba en dues consonants llavors el penúltim segment ha de ser un fonema laringi no especificat amb trets supralaringals de punt d'articulació addicionals. Això implica que síl·labes com /**CVpt/ o /**CVtN/ siguin inadmissibles, i la coda sil·làbica és permesa com en els següents exemples::
(1a) aspiració + consonant
/hp/: nihp- 'sembrar'
/ht/: peht- 'escombrar'
/hk/: sehk- 'regar'
/hc/: nuhc- 'escalfar'
/hs/: suhs- 'bufar'
(1b) glotalización + consonante
/ʔp/: tiʔp- 'amagar-se [sol, luna]'
/ʔt/: kuʔt- 'menjar'
/ʔk/: siʔk- 'batre'
/ʔc/: cuʔc- 'mamar'
/ʔs/: kiʔs- 'mossegar'
/ʔm/: kiʔm- 'pujar'
/ʔn/: toʔn- 'beure'

### Gramàtica
Les llengües zoques són llengües ergatives, amb un sistema interessant de marcatge de persona: existeixen unes marques específiques per a aquestes categoria quan van en l'oració principal diferents de les marques per a aquestes categories quan apareixen en una oració subordinada. Així aquest curiós sistema de marcatge de la persona diferencia morfològicament entre oracions finites subordinades i no-subordinades.

### Comparació lèxica
El següent quadre resumeix els numerals en diferents varietats de llengües zoques:
| GLOSA | Popoluca Texistepec | Popoluca de la Sierra | Zoque de Fco. León | Zoque de Copainalá | proto-zoque   |
| ----- | ------------------- | --------------------- | ------------------ | ------------------ | ------------- |
| 1     | tum                 | tūm                   | tumi               | tumi               | *tum-         |
| 2     | wisnaʔ              | wus                   | meʦkuy             | meʦa               | *mehʦ-, *wis- |
| 3     | tuknaʔ              | tuku                  | tuʔkay             | tukaʔy             | *tuku-        |
| 4     | baksnaʔ             | maktas                | maksikuy           | makškuʔ            | *mak(ta)s-    |
| 5     | bosnaʔ              | mos                   | mosay              | mosaʔ              | *mos-         |
| 6     | tuhnaʔ              | tuhtu                 | tuhtay             | tuhtaʔ             | *tuhtu-       |
| 7     | wis.tuhnaʔ          |                       | kuʔyay             | kuʔyaʔy            | *wis.tuh-     |
| 8     | tuk.tuhnaʔ          |                       | takutuh-           | tukutuhtaʔy        | *tuku.tuhtu-  |
| 9     | baks.tuhnaʔ         |                       | maks.tuh-          | makstuhtaʔy        | *maks.tuhtu-  |
| 10    | baknaʔ              |                       | mahkay             | mahkaʔy            | *mahk-        |